# Le Livre du dedans

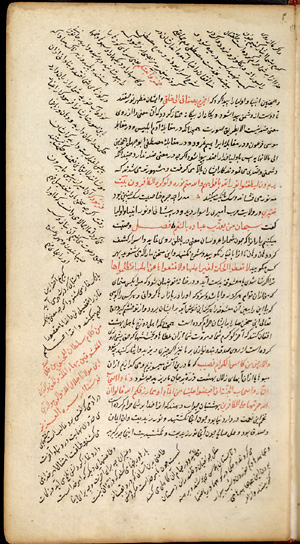

Le Livre du dedans (persan : فیه مافیه ; de l'arabe : فیه ما فیه, Fīhi mā fīhi, C'est ce que c'est ou Dedans ce qu'il y a dedans) est une œuvre en prose persane d'un célèbre poète du XIIIe siècle, Rumi. Le livre contient 72 courts récits.

## Description

### Origine
Le titre serait inspiré d'un vers d'Ibn al-'Arabi. Il suggère que le livre est un pot-pourri littéraire constitué d'une sélection de différents discours du maître par un disciple.

D'après JM Sadeghi le titre Livre du dedans est apparu sur un exemplaire datant de 1316. Un autre exemplaire du livre, en 1350, porte le titre Asrar al-jalalieh. Rumi lui-même, dans le cinquième volume de Masnavi-i Ma'navi, mentionne : 

« بس سوال و بس جواب و ماجرا
بد میان زاهد و رب الوری

که زمین و آسمان پر نور شد
در مقالات آن همه مذکور شد »

ce qui fait probablement référence à ce livre.
Le titre Maghalat-e Mowlana donné à certains exemplaires de l'œuvre publiés en Iran confirment cette interprétation.
Dans L'Essence de Rumi, John Baldock affirme que cet ouvrage était l'un des discours de Rumi écrits vers la fin de sa vie.
Selon B. Forouzanfar, éditeur de la copie la plus fiable du livre, il est probable qu'il ait été écrit par Sultan Walad, fils aîné de Rumi. Il s'est appuyé sur des manuscrits et des notes prises par lui-même ou par d'autres à partir des conférences de son père sur Masnavi.